# Fritänkarrörelsen i Finland
Fritänkarrörelsen i Finland har sina rötter i den religiösa liberalism som kom till landet 1860–1880 och i den något senare introducerade marxismen. Redan 1887 bildade Viktor Heikel Föreningen för religionsfrihet och tolerans, vilken 1905 fick en efterföljare i studentföreningen Prometheus.
Sedan religionsfrihet införts i början av 1920-talet bildades på flera orter civilregisterföreningar, vilka 1937 sammanslöt sig till ett centralförbund, som 1945 erhöll namnet Vapaa-ajattelijain liitto och som 1978 blev en tvåspråkig organisation med Fritänkarnas förbund som svenskt namn. Denna organisation har till syfte att sprida en vetenskaplig världsåskådning och att bevaka de personers intressen som inte hör till kyrkan eller till andra religiösa samfund. Till dess målsättningar hör att skilja de båda statskyrkorna från staten. Förbundet anordnar (delvis genom det 1999 bildade företaget Prometheus-seremoniat Oy) ateistiska begravningar och andra profana ceremonier i livets högtidsstunder samt innehar genom de lokala medlemsföreningarna ett tiotal egna begravningsplatser. Dess organ är sedan 1945 tidskriften Vapaa Ajattelija.